# Соседи из ада (Американская история ужасов)
«Соседи из ада» (англ. «Neighbors from Hell») — третий эпизод седьмого сезона американского телесериала-антологии «Американская история ужасов», премьера которого состоялась 19 сентября 2017 года на телеканале FX. Режиссёр — Гвинет Хордер-Пейтон, автор сценария — Джеймс Вонг.

## Сюжет
Пациентка Доктора Винсента (Шайенн Джексон), Рози (Лора Аллен), рассказывает ему, что сумела побороть свой страх перед замкнутыми пространствами, гробами и возможностью быть погребённой заживо. Доктор её поздравляет. Дома её муж, Марк (Рон Мелендес), подготовил для неё сюрприз. Он отходит за ним, но Рози слышит странный грохот. За дверью она видит гробы, в которых её с мужем запирают клоуны.
Элли (Сара Полсон) переживает из-за убийства Педро (Хорхе Пальо), но детектив Сэмюэлс (Колтон Хейнс) уверяет её, что у неё есть право на защиту своей территории. Свет неожиданно включают. Элли переживает за Оза (Купер Додсон), но Айви (Элисон Пилл) переживает больше за неё.
Через неделю перед рестораном Элли и Айви собираются протестующие, требующие правосудия над Эллисон. Айви уходит в ресторан, отправляя жену домой. Неожиданно к окну машины подходит Кай (Эван Питерс). Он восхищается храбростью Элли и обещает разобраться с толпой.
Когда Элли приехала домой, к ней постучались Харрисон (Билли Айкнер) и Мэдоу (Лесли Гроссман) в сомбреро. Они грубят ей, называют расисткой. Но Элли закрывает перед ними дверь.
Вечером Элли рассказывает об этом жене. По новостям показывают репортаж Беверли Хоуп (Адина Портер), которая освещает убийство молодой пары путём заточения в гробах. На улице проезжает грузовик, распыляющий газ. Утром на своём газоне Элли видит несколько десятков мёртвых птиц. Узнав по телефону, что службы не посылали никаких грузовиков, Элли утверждает, что они врут. К ним приходит Уинтер (Билли Лурд), и Эллисон прощает её. Уинтер говорит, что впустила какого-то мужчину в дом. В гостиной оказался извращенец (Сэт Колтэн), который пришёл по объявлению. Лесбиянки его прогоняют. Найдя и прочитав это объявление, они понимают, что это сделали соседи.
Элли разговаривает об этом с доктором Винсентом. Он ей даёт советы по объявлению и настаивает на срочном сеансе на завтра, также он предлагает ей стационарное лечение. Элли же направляется поговорить с протестующими, которых, как и обещал, разгоняет Кай.
Мэдоу дарит Озу морскую свинку. Мамы не одобряют этого, и Элли сообщает сыну, что со свинкой нужно будет попрощаться. На что он ей отвечает, что хотел бы попрощаться с ней. Элли звонит соседям. Харрисон ей отвечает, что не желает ничего плохого их сыну, в отличие от Элли. А Мэдоу после очередных оскорблений бросает трубку. Эллисон снова видит грузовик и безуспешно пытается его остановить.
Мэдоу и Кай проводят ритуал с мизинцами. На вопрос о её страхе Мэдоу отвечает несерьёзно, за что Кай даёт ей пощёчину. Она извиняется, сказав, что прячется за юмором. Мэдоу боится, что останется одна, что Харрисон отвернётся от неё ради Сэмюэлса.
Семейство Мэйфэр-Ричардс хорошо проводит время за ужином в ресторане, за которым Оз извиняется перед Элли. Та в свою очередь разрешает оставить морскую свинку в доме. По приезде домой они находят на своей двери смайлик, которым были помечены прежние места, где происходили убийства клоунами. Оз забегает домой, вслед за ним его мамы. На кухне они видят, как морская свинка взрывается в микроволновке. Элли стремительно направляется к соседям, чтобы высказать им всё, что накопилось. Она бьёт Харрисона в нос, продолжая угрожать. Уилтоны подмечают, что их пометили убийцы. Угрожая смертью соседям, Элли уходит. Айви не нравится поведение своей жены. Во время их ссоры Оз находит такой же смайлик на доме соседей. Элли снова видит грузовик. На этот раз из него вышли люди и стали распылять на её газон химикаты. Срывая с одного из них маску, она видит такой же смайлик. Ей становится плохо и она теряет сознание.
Кай и Харрисон так же проводят ритуал с мизинцами. Харрисон рассказывает про свой первый гомосексуальный опыт, а также что он сожалеет, что женился на Мэдоу. На самом деле он желает ей смерти.
Эллисон доказывает детективу, что их соседи виновны во всех преступлениях. Сэмюэлс им рассказывает, что смайлик на их двери настоящий. Оз что-то сделал с ноутбуком. На экране было запись того, как Элли и Уинтер чуть не поцеловались. Айви даёт Элли пощёчину и обвиняет её в измене. Айви решает уйти из дома вместе с Озом. С улицы слышны звуки полицейских машин и крики Харрисона. Весь в крови, увидев Элли, он обвиняет её в похищении Мэдоу. Полиция забирает Харрисона. Оз в это время идет в дом соседей, в котором полно кровавых пятен, а на стене нарисован тот же смайлик.

## Критика и приём
Третий эпизод посмотрело 2,25 миллиона человек с долей 1,2 в возрастной категории от 18 до 49 лет.
«Соседи из ада» получили смешанные отзывы от критиков. На агрегаторе Rotten Tomatos эпизод получил 83 % одобрения, основанных на 11 рецензиях. Итоговая оценка эпизода — 6,75/10.